# The Crowd Roars (film, 1932)
Pour les articles homonymes, voir The Crowd Roars.
Ne doit pas être confondu avec La foule hurle.
Pour plus de détails, voir Fiche technique et Distribution.
The Crowd Roars est un film américain en noir et blanc réalisé par Howard Hawks, sorti en 1932.
Le film a eu une version française tournée simultanément (voir La foule hurle) avec Jean Gabin dans le rôle de Joe Greer. 
Un remake américain est sorti en 1939 : Le Vainqueur.

## Synopsis
Un pilote de course surprotège son frère lorsque ce dernier prend la décision de devenir à son tour un coureur de voiture.

## Fiche technique
- Titre original : The Crowd Roars
- Réalisation : Howard Hawks

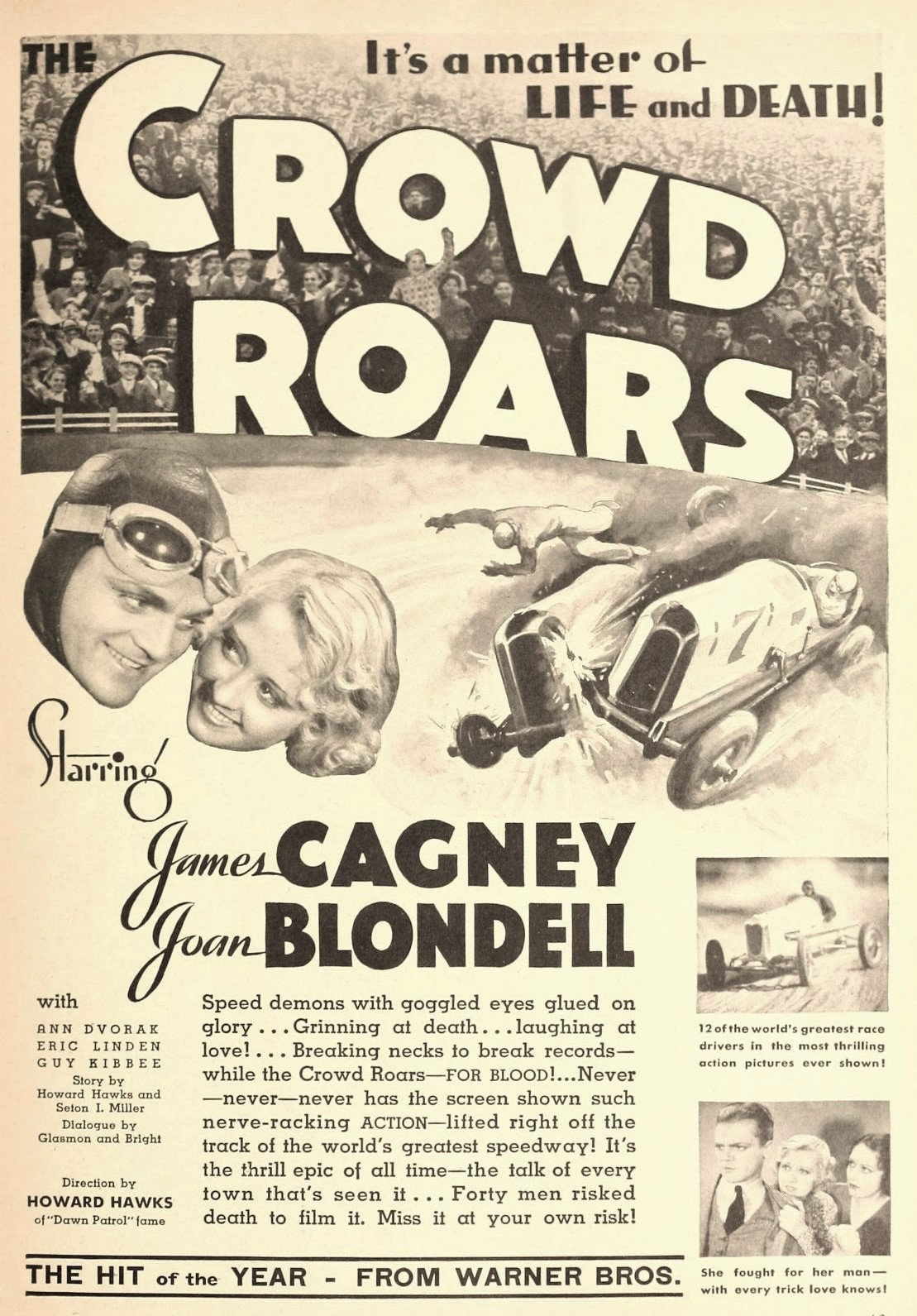
Annonce pour le film.

- Scénario : John Bright, Niven Busch, Kubec Glasmon et Seton I. Miller d'après une histoire d'Howard Hawks
- Société de production : Warner Bros
- Musique : Bernhard Kaun
- Images : Sidney Hickox, John Stumar, Carl Akeley (non crédité), Elmer Dyer (non crédité) et Ray Ramsey (non crédité)
- Montage : Thomas Pratt
- Direction artistique : Jack Okey
- Décors : Jack Okey
- Pays de production :  États-Unis
- Langue : anglais américain
- Genre : drame sportif
- Format : noir et blanc — son : mono
- Durée : 85 min
- Date de sortie :
  - États-Unis : 16 avril 1932

## Distribution
- James Cagney : Joe Greer, coureur automobile
- Joan Blondell : Anne Scott
- Ann Dvorak : Lee Merrick
- Eric Linden : Edward 'Eddie' Greer
- Guy Kibbee : Pop Greer
- Frank McHugh : Spud Connors
- Billy Arnold : Bill, Himself
- Leo Nomis : Jim
- Regis Toomey (non crédité) : Dick Wilbur